# Световно първенство по алпийски ски 2009
Световното първенство по алпийски ски през 2009 г. е проведено във Вал д'Изер, Франция от 2 до 15 февруари.
Френският зимен център Вал д'Изер е обявен от Международната федерация по ски (ФИС) за домакин на световното първенство на 2 юни 2004 г. в Маями, Флорида. Другите два претендента са Вейл/Бийвър Крийк, САЩ и Шладминг, Австрия.
Преди това световно първенство пистите на Вал д'Изер изобщо не са непознати за елита в световните ски. Тук се организират ежегодно стартове от Световната купа по ски алпийски дисциплини, а по време на Зимните олимпийски игри в Албервил през 1992 г. Вал д'Изер приема четири старта от програмата на алпийските ски.

## Програма
| дата          | час   | събитие |
| ------------- | ----- | --- |
| 02.02.2009 г. | 19:45 | Церемония по откриването на 40-о Световно първенство по алпийски ски на Международната федерация по ски (ФИС). |
| 03.02.2009 г. | 14:00 | Супер гигантски слалом жени                                                                                    |
| 04.02.2009 г. | 12:00 | Супер гигантски слалом мъже                                                                                    |
| 04.02.2009 г. | 14:00 | Спускане жени – тренировка                                                                                     |
| 05.02.2009 г. | 12:00 | Спускане мъже – тренировка                                                                                     |
| 05.02.2009 г. | 12:00 | Спускане жени – тренировка                                                                                     |
| 06.02.2009 г. | 12:00 | Супер комбинация жени – спускане                                                                               |
| 06.02.2009 г. | 15:00 | Супер комбинация жени – слалом                                                                                 |
| 06.02.2009 г. | 12:00 | Спускане мъже – тренировка                                                                                     |
| 07.02.2009 г. | 12:00 | Спускане мъже                                                                                                  |
| 08.02.2009 г. | 11:00 | Спускане мъже – тренировка                                                                                     |
| 08.02.2009 г. | 14:00 | Спускане жени                                                                                                  |
| 09.02.2009 г. | 11:00 | Супер комбинация мъже – спускане                                                                               |
| 09.02.2009 г. | 15:00 | Супер комбинация мъже – слалом                                                                                 |
| 11.02.2009 г. | 12:00 | Отборно състезание                                                                                             |
| 12.02.2009 г. | 11:00 | Гигантски слалом мъже – квалификации 1-ви манш                                                                 |
| 12.02.2009 г. | 14:00 | Гигантски слалом мъже – квалификации 2-ри манш                                                                 |
| 12.02.2009 г. | 11:00 | Гигантски слалом жени – 1-ви манш                                                                              |
| 12.02.2009 г. | 14:30 | Гигантски слалом жени – 2-ри манш                                                                              |
| 13.02.2009 г. | 11:00 | Гигантски слалом мъже – 1-ви манш                                                                              |
| 13.02.2009 г. | 14:30 | Гигантски слалом мъже – 2-ри манш                                                                              |
| 14.02.2009 г. | 11:00 | Слалом мъже – квалификации 1-ви манш                                                                           |
| 14.02.2009 г. | 14:00 | Слалом мъже – квалификации 2-ри манш                                                                           |
| 14.02.2009 г. | 11:00 | Слалом жени – 1-ви манш                                                                                        |
| 14.02.2009 г. | 14:30 | Слалом жени – 2-ри манш                                                                                        |
| 15.02.2009 г. | 11:00 | Слалом мъже – 1-ви манш                                                                                        |
| 15.02.2009 г. | 14:30 | Слалом мъже – 2-ри манш                                                                                        |
| 02.02.2009 г. | 16:30 | Церемония по закриването на 40-о Световно първенство по алпийски ски на Международната федерация по ски (ФИС). |

## Участващи страни и скиори
На световното първенство във Вал д'Изер взимат участие рекордните за такова състезание 504 скиори от 70 държави.
- Австралия

Хю Стивънс, Брайс Стивънс, Кристиан Гайгер, Джоно Брауер, Крейг Бранч, Матю Робътрсън. (6)
- Австрия

Андреа Фишбахер, Ана Фенингер, Елизабет Гьоргл, Ренате Гьочел, Марлийс Шилд, Катрин Цетел, Никол Хосп, Михаела Кирхгасер, Бенямин Райх, Райнфрид Хербст, Ханес Райхелт, Манфред Прангер, Кристоф Грубер, Херман Майер, Михаел Валхофер, Клаус Крьол, Марио Мат, Бернард Граф, Марсел Хиршер, Филип Шьоргхофер. (20)
- Азербайджан

Гая Басани Антивари, Седрик Нотц. (2)
- Андора

Мирея Гутиерез. (1)
- Аржентина

Жулиета Куирога, Никол Гасталди, Макарена Симари Биркнер, Мария Белен Симари Биркнер, Сегундо Денегри, Кристиан Хавиер Симари Биркнер, Агустин Торес. (7)
- Армения

Арсен Нерсисян, Юра Манукян, Абрахам Саркакхян. (3)
- Беларус

Мария Счканова, Лизавета Кузменка, Сярхей Мазалеуски. (3)
- Белгия

Карен Персин, Изабел ван Буйндер, Нилс Корнет, Йерон Ван ден Богерт, Кай Алаертс, Фредерик ван Буйндер, Виктор Вилемсен. (7)
- Босна и Херцеговина

Зана Новакович, Мая Клепич, Славен Бадура, Марко Рудич. (4)
- Бразилия

Мая Харисън, Джонатан Лонгхи. (2)
- България

Мария Киркова, Килиан Албрехт, Стефан Георгиев, Георги Георгиев, Кирил Манолов, Никола Чонгаров. (6)
- Великобритания

Чеми Алкот, Андрю Нобъл, Дейвид Ридинг, Ноел Бакстър, Дъглас Крауфорд, Едуард Дрейк. (6)
- Гана

Кваме Нкрумах-Ачеампонг. (1)
- Германия

Мария Рийш, Джина Щехерт, Сузане Рийш, Фани Чмелар, Катрин Хьолцл, Виктория Ребенсбург, Щефан Коглер, Щефан Кеплер, Феликс Нойротер, Андреас Щродл, Петер Щродл. (11)
- Грузия

Язон Абрамашвили, Алекс Бенианидзе, Коте Вакхтангишвили, Вахтанг Тедиашвили. (4)
- Гърция

Софиа Рали, Василис Димитриадис, Никос Бону, Стефанос Цимикалис, Павлос Триподакис, Александрос Цакнакис. (6)
- Дания

Софие Фиелванг-Сьолинг, Катрин Йенсен, Кристиан Виал, Алекс Яегерсен, Никлас Бьор Йенсен, Никола Мадсен, Нилс-Хенрик Стене. (7)
- Израел

Михаил Ренжин. (1)
- Индия

Джамианг Намгиал, Сантош Кумар. (2)
- Ирландия

Браян Бърн, Питър Бърн, Шейн О'Конър. (3)
- Исландия

Гисли Рафн Гудмундсон, Бьоргвин Бьоргвинсон, Щефан Йон Сигургейрсон, Арни Торвалдсон. (4)
- Испания

Лайре Морланс, Андреа Жарди, Мирея Клементе, Каролина Руиз Кастильо, Феран Тера, Пол Де ла Куеста, Диего Хименес, Гуйлем Капдевиля. (8)
- Иран

Марян Калхор, Митра Калхор, Фатемех Киардарбандсари, Омид Тир, Хосейн Савех Шемшаки, Поря Савех Шемшаки, Алидад Савех Шемшаки. (7)
- Италия

Надя Фанкини, Уенди Сиорпаес, Лучия Рекиа, Даниела Меригети, Йохана Шнарф, Ферен Щуфер, Дениз Карбон, Карен Путцер, Никол Джус, Ирене Куртони, Джорджо Рока, Джулиано Рацоли, Патрик Талер, Манфред Мьолг, Масимилиано Блардоне, Давиде Симончели, Александър Плонер, Кристоф Инерхофер, Стефан Таней, Петер Фил, Вернер Хеел. (21)
- Казахстан

Людмила Федотова, Игор Закурдаев, Тарас Пименов, Кхубер. (4)
- Кайманови острови

Дилън Трейвърс, Доу Трейвърс. (2)
- Канада

Бриджит Ектън, Емили Брайдън, Мари-Мишел Гагнън, Анна Гудман, Брит Дженик, Мари-Пиер Префонтайне, Женевив Симар, Кели Вандербийк, Лариса Юркив, Тревър Уайт, Жулиен Кузино, Ян Худец, Ерик Гуей, Мануел Осборн-Паради, Джон Кучера, Роби Диксън, Томас Гранди, Майкъл Дженик, Мануел Осборн-Паради, Жан-Филип Рой, Пол Щуц. (21)
- Кипър

Кристофър Папамихалополус. (1)
- Киргизстан

Игор Борисов, Иван Борисов, Александър Трелевски, Дмитрий Трелевски. (4)
- Китай

Лина Ксиа, Линглинг Сун, Ю Лиу, Хуанхуан Ду. (4)
- Колумбия

Синтия Дензлер. (1)
- Латвия

Кристине Пошка, Анна Бондаре, Лиене Фимбауере, Кетия Клайншмите, Робертс Роде, Ейнарс Лансманис, Свенс Маркс. (7)
- Ливан

Андреа Араман, Ширин Нжеим, Джаки Чамун, Джамил Механа, Джордж Саламех. (5)
- Литва

Томас Ендриукайтис. (1)
- Лихтенщайн

Марина Ниг, Марко Бюхел. (2)
- Люксембург

Бен Триервайлер. (1)
- Северна Македония

Александър Витанов, Антонио Ристевски, Дардан Дехари. (3)
- Мароко

Самир Азимани. (1)
- Мексико

Хубертус фон Хоенлое. (1)
- Молдова

Урс Имбоден, Кристоф Ру. (2)
- Монако

Алесандра Колети, Оливие Жено. (2)
- Монголия

Чагнаа Баярзул. (1)
- Непал

Кхатри Субаш, Кумар-Дхакал Шиам. (2)
- Нидерландия

Алвин де Куартел, Джери ван Ройж. (2)
- Нова Зеландия

Сара Джервис, Ангъс Хоудън, Тим Кейф. (3)
- Норвегия

Лене Лоесет, Мона Лоесет, Нина Лоесет, Шетил Йенсруд, Аксел Лунд Свиндал, Трулс Ове Карлсен, Ларс Елтон Мюре. (7)
- Полша

Катаржина Карасинска, Александра Клус, Агниешка Даниел Гасиеника, Мачией Будлински. (4)
- Република Корея

Сунг-Хюн Кюнг. (1)
- Пуерто Рико

Кристина Крон. (1)
- Румъния

Едит Миклош, Бианка-Андреа Нареа, Сандра-Андреа Нареа, Йоан-Габриел Нан, Александру Барбу. (5)
- Русия

Александър Хорошилов, Степан Зуев, Иван Казаков, Александър Счастник, Сергей Майтаков. (5)
- САЩ

Линдзи Вон, Хайли Дюк, Стейси Кук, Челси Маршал, Джулия Манкузо, Мегън МакДжеймс, Рези Щиглер, Сара Шлепър, Тед Лигети, Боди Милър, Тим Джитлоф, Джейк Замански, Ерик Фишер, Андрю Уайбрехт, Марко Съливан, Стив Наймън, Джими Кокран. (17)
- Сан Марино

Джан Лука Джордани, Марино Кардели. (1)
- Сенегал

Лейти Сек. (1)
- Словакия

Барбора Лукачова, Яна Гантнерова, Яна Скваркова, Вероника Зузулова, Ярослав Бабусяк, Адам Зампа, Симон Станчел. (7)
- Словения

Ваня Бродник, Тина Мазе, Маруша Ферк, Матея Робник, Ана Древ, Бернард Вайдич, Алес Горза, Митя Валенчич, Митя Драгшич, Рок Перко, Андрей Йерман. (11)
- Сърбия

Йелена Лолович, Мария Тръмчич. (2)
- Турция

Тугба Дасдемир, Дюгу Улусой, Хамит Саре. (3)
- Украйна

Анастасия Скрябина, Тамара Гисем, Оксана Масчакевич, Богдана Матсотска, Игор Вакхненко, Ростислав Флешчук, Сергий Долги. (7)
- Унгария

Анна Берец, Зофия Доеме, Целина Хелнер, Норберт Фаркаш, Заба Буйташ, Бенче Сабо, Бене, Бертолд Шепеси. (8)
- Финландия

Сани Лайнонен, Таня Путиайнен, Тий-Мария Ромар, Андреас Ромар, Маркус Сандел, Юка Лайно. (6)
- Франция

Мари Маршанд-Арвие, Таня Барьоз, Марион Бертран, Оливиа Бертран, Ингрид Жакумо, Оурели Ревиле, Марион Ролан, Теса Уорли, Сандрин Оберт, Настасия Ноенс, Жулиен Лизеру, Александр Анселме, Пиер-Емануел Далсин, Томас Фанара, Жан-Баптист Гранж, Томас-Мермило Блонден, Стив Мисилие, Давид Пойсон, Сиприен Ришар, Адриен Тю. (20)
- Хърватия

София Новоселич, Ника Флайс, Ана Йесулич, Матеа Ферк, Ивица Костелич, Данко Маринели, Далибор Шамшал, Тин Широки, Иван Раткич, Натко Зрънчич-Дим. (10)
- Чехия

Шарка Захробска, Ева Курфуерстова, Никол Кучерова, Клара Кризова, Лусие Хрсткова, Филип Трейбъл, Кристоф Кризл, Враблик, Петр Захробски. (9)
- Чили

Стефани Джофрой, Ноеле Бараона, Флоренсия Маринович, Хорхе Мандру, Хорхе, Рафаел Ангита. (6)
- Черна гора

Боян Косич. (1)
- Швейцария

Рабеа Гранд, Лара Гут, Френзи Ауфденблатен, Андреа Детлинг, Алин Бонжур, Дениз Файерабенд, Сандра Жини, Надя Щигер, Фабиен Сутер, Сандро Вилета, Силван Цурбриген, Дидие Кюш, Марк Берто, Дидие Дефаго, Марк Жини, Амбрози Хофман, Карло Янка. (17)
- Швеция

Терезе Борсен, Аня Персон, Фрида Хансдотер, Джесика-Линдел Викарби, Мария Петилае-Холмнер, Вероника Смедх, Йохан Бролениус, Йенс Бигмарк, Ханс Олсон, Патрик Йербин, Никлас Райнер, Андре Мирер, Матиас Харгин. (13)
- Япония

Мизуе Хоши, Наоки Юаса, Акира Сасаки, Кентаро Минагава. (4)
- Република Южна Африка

Питър Скот. (1)

## Резултати

### Супер гигантски слалом мъже
| позиция | име                | държава    | време   | разлика спрямо победителя |
| ------- | ------------------ | ---------- | ------- | ------------------------- |
| 01      | Дидие Кюш          | Швейцария  | 1:19.41 |                           |
| 02      | Петер Фил          | Италия     | 1:20.40 | + 0.99                    |
| 03      | Аксел Лунд Свиндал | Норвегия   | 1:20.43 | + 1.02                    |
| 4       | Кристоф Инерхофер  | Италия     | 1:20.48 | + 1.07                    |
| 5       | Бенямин Райх       | Австрия    | 1:20.56 | + 1.15                    |
| 6       | Джон Кучера        | Канада     | 1:21.07 | + 1.66                    |
| 7       | Марко Бюхел        | Лихтенщайн | 1:21.09 | + 1.68                    |
| 8       | Дидие Дефаго       | Швейцария  | 1:21.10 | + 1.69                    |
| 9       | Карло Янка         | Швейцария  | 1:21.19 | + 1.78                    |
| 10      | Клаус Крьол        | Австрия    | 1:21.20 | + 1.79                    |

дата: 4.02.2009 г.

писта: „Белевард“

технически делегат на ФИС: Хедстрьом (Швеция)

съдия: Гюнтер Хуяра

подредил трасето: Г.Рулфи (Италия)

техническа информация:

височина на старта: 2498 м

височина на финала: 1848 м

денивелация: 650 м

дължина на състезателната писта: 1770 м

### Супер комбинация жени
| позиция | име             | държава   | време от спускането | време от слалома | общо време | разлика спрямо победителя |
| ------- | --------------- | --------- | ------------------- | ---------------- | ---------- | ------------------------- |
| 01      | Катрин Цетел    | Австрия   | 1:31.97             | 48.16            | 2:20.13    |                           |
| 02      | Лара Гут        | Швейцария | 1:30.63             | 50.06            | 2:20.69    | + 0.56                    |
| 03      | Елизабет Гьоргл | Австрия   | 1:31.03             | 49.98            | 2:21.01    | + 0.88                    |

### Спускане мъже
| позиция | име               | държава    | време   | разлика спрямо победителя |
| ------- | ----------------- | ---------- | ------- | ------------------------- |
| 01      | Джон Кучера       | Канада     | 2:07.01 |                           |
| 02      | Дидие Кюш         | Швейцария  | 2:07.05 | + 0.04                    |
| 03      | Карло Янка        | Швейцария  | 2:07.18 | + 0.17                    |
| 4       | Марко Бюхел       | Лихтенщайн | 2:07.53 | + 0.52                    |
| 5       | Адриан Тю         | Франция    | 2:07.95 | + 0.94                    |
| 6       | Херман Майер      | Австрия    | 2:08.19 | + 1.18                    |
| 7       | Вернер Хеел       | Италия     | 2:08.21 | + 1.20                    |
| 8       | Боди Милър        | САЩ        | 2:08.38 | + 1.37                    |
| 9       | Клаус Крьол       | Австрия    | 2:08.61 | + 1.60                    |
| 10      | Кристоф Инерхофер | Италия     | 2:08.62 | + 1.61                    |

дата: 7.02.2009 г.

писта: „Белевард“

технически делегат на ФИС: Хедстрьом (Швеция)

съдия: Гюнтер Хуяра

подредил трасето: Х. Шмалцл

техническа информация:

височина на старта: 2807 м

височина на финала: 1848 м

денивелация: 959 м

дължина на състезателната писта: 2988 м

### Супер комбинация мъже
| позиция | име                   | държава   | време от спускането | време от слалома | общо време | разлика спрямо победителя |
| ------- | --------------------- | --------- | ------------------- | ---------------- | ---------- | ------------------------- |
| 01      | Аксел Лунд Свиндал    | Норвегия  | 1:30.99             | 52.01            | 2:23.00    |                           |
| 02      | Жулиен Лизеру         | Франция   | 1:33.92             | 49.98            | 2:23.90    | + 0.90                    |
| 03      | Натко Зрънчич-Дим     | Хърватия  | 1:32.59             | 51.99            | 2:24.58    | + 1.58                    |
| 4       | Силван Цурбриген      | Швейцария | 1:32.94             | 51.65            | 2:24.59    | + 1.59                    |
| 5       | Петер Фил             | Италия    | 1:33.23             | 51.73            | 2:24.96    | + 1.96                    |
| 6       | Сандро Вилета         | Швейцария | 1:33.21             | 51.86            | 2:25.07    | + 2.07                    |
| 6       | Томас Мермило Блондин | Франция   | 1:33.88             | 51.19            | 2:25.07    | + 2.07                    |
| 8       | Ромед Бауман          | Австрия   | 1:32.74             | 52.47            | 2:25.21    | + 2.21                    |
| 9       | Шетил Янсруд          | Норвегия  | 1:32.70             | 52.60            | 2:25.30    | + 2.30                    |
| 10      | Александър Хорошилов  | Русия     | 1:33.94             | 51.97            | 2:25.91    | + 2.91                    |

дата: 9.02.2009 г.

писта: „Белевард“

технически делегат на ФИС: Хедстрьом (Швеция)

съдия: Гюнтер Хуяра

техническа информация (спускане):

подредил трасето: Х. Шмалцл 

височина на старта: 2550 м

височина на финала: 1848 м

денивелация: 702 м

дължина на състезателната писта: 2549 м

техническа информация (слалом):

подредил трасето: Г. Нидъл (САЩ) 

височина на старта: 2042 м

височина на финала: 1842 м

денивелация: 200 м

### Гигантски слалом мъже
| позиция | име          | държава   | първи манш | втори манш | общо време | разлика спрямо победителя |
| ------- | ------------ | --------- | ---------- | ---------- | ---------- | ------------------------- |
| 01      | Карло Янка   | Швейцария | 1:08.25    | 1:10.57    | 2:18.82    |                           |
| 02      | Бенямин Райх | Австрия   | 1:08.73    | 1:10.80    | 2:19.53    | + 0.71                    |
| 03      | Тед Лигъти   | САЩ       | 1:09.96    | 1:09.85    | 2:19.81    | + 0.99                    |

### Слалом жени
| позиция | име             | държава   | първи манш | втори манш | общо време | разлика спрямо победителя |
| ------- | --------------- | --------- | ---------- | ---------- | ---------- | ------------------------- |
| 01      | Мария Рийш      | Германия  | 55.63      | 56.17      | 1:51.80    |                           |
| 02      | Шарка Захробска | Чехия     | 55.47      | 57.10      | 1:52.57    | + 0.77                    |
| 03      | Таня Путиайнен  | Финландия | 55.91      | 56.98      | 1:52.89    | + 1.09                    |

### Слалом мъже
| позиция | име             | държава | първи манш | втори манш | общо време | разлика спрямо победителя |
| ------- | --------------- | ------- | ---------- | ---------- | ---------- | ------------------------- |
| 01      | Манфред Прангер | Австрия | 52.49      | 51.68      | 1:44.17    |                           |
| 02      | Жулиен Лизеру   | Франция | 52.98      | 51.50      | 1:44.48    | + 0.31                    |
| 03      | Майкъл Дженик   | Канада  | 54.37      | 51.33      | 1:45.70    | + 0.53                    |

## Класиране по медали
- Водещ критерий: брой златни медали

| позиция | държава   | злато | сребро | бронз | общо |
| ------- | --------- | ----- | ------ | ----- | ---- |
| 1       | Швейцария | 2     | 3      | 1     | 6    |
| 2       | Австрия   | 2     | 1      | 2     | 5    |
| 3       | САЩ       | 2     | 0      | 1     | 3    |
| 4       | Германия  | 2     | 0      | 0     | 2    |
| 5       | Норвегия  | 1     | 0      | 1     | 2    |
|         | Канада    | 1     | 0      | 1     | 2    |
| 7       | Франция   | 0     | 3      | 0     | 3    |
| 8       | Италия    | 0     | 1      | 1     | 2    |
| 9       | Словения  | 0     | 1      | 0     | 1    |
|         | Чехия     | 0     | 1      | 0     | 1    |
| 11      | Финландия | 0     | 0      | 2     | 2    |
| 12      | Хърватия  | 0     | 0      | 1     | 1    |
|         | общо      | 10    | 10     | 10    | 30   |

## Протестът на „малките“ държави
Световното първенство по ски алпийски ски през 2009 г. ще се запомни и с протеста на т.нар. „малки“ държави, които нямат традиции и големи успехи в този спорт. Този протест е изразен чрез носене на черни ленти от някои скиори по време на самото състезание и редица изявления срещу правилата на Международната федерация по ски (ФИС) от скиори и длъжностни лица от ски федерациите на „нетрадиционните“ алпийски нации. Негодуванието е насочено към въвеждането на квалификационна система за участие в основното състезание, правилото да стартират само първите 30 във втория манш по подобие на Световната купа по алпийски ски, както и разпределението на субсидиите от страна на ФИС. Белгийският скиор Йерон ван ден Богарт заявява: "Носим тези черни ленти в знак на траур заради смъртта на световните първенства. Това вече не е световно първенство, а първенство на Алпите. Това ми прилича на световно първенство група „А“ и световно първенство група „Б“. Според президента на сенегалската ски федерация Ламин Гай: „Световното първенство в този му вид е мъртво. Единодушно се обявяваме срещу новата система и настояваме за връщане на старата.“ Ламин Гай всъщност е сред основните инициатори на протеста и като такъв се среща с президента на ФИС Джанфранко Каспер, за да обсъдят ситуациите и да бъдат изложени исканията на недоволните от правилата за световното първенство. Каспер обаче защитава тези правила и твърди, че това е най-удачният вариант на този етап: „И ние искаме всички скиори заедно, но това просто е невъзможно. Спомнете си Албервил през 1992 година, когато скиор от Сенегал бе застигнат по трасето от състезател от Ливан. Това няма нищо общо със ските. Неприемливо е някои от зрителите да могат да карат по-бързо от някои от състезателите.“ 

## Българското участие
България е представена от шестима скиори на Световното първенство по алпийски ски във Вал д'Изер през 2009 г. – Мария Киркова, Килиан Албрехт, Стефан Георгиев, Георги Георгиев, Кирил Манолов, Никола Чонгаров. Главен треньор на отбора е германецът Едуард Райхарт. 
| позиция | име на състезателя | държава  | време   | разлика спрямо победителя |
| ------- | ------------------ | -------- | ------- | ------------------------- |
| 1       | Линдзи Вон         | САЩ      | 1:20.73 |                           |
| 37      | Мария Киркова      | България | 1:29.37 | + 8.64                    |

| позиция | име на състезателя | държава  | време от спускането | време от слалома | общо време | разлика спрямо победителя |
| ------- | ------------------ | -------- | ------------------- | ---------------- | ---------- | ------------------------- |
| 1       | Катрин Цетел       | Австрия  | 1:31.97             | 48.16            | 2:20.13    |                           |
| 22      | Мария Киркова      | България | 1:41.81             | 50.34            | 2:32.15    | + 12.02                   |

| позиция     | име на състезателя | държава   | време   | разлика спрямо победителя |
| ----------- | ------------------ | --------- | ------- | ------------------------- |
| 1           | Дидие Кюш          | Швейцария | 1:19.41 |                           |
| 37          | Стефан Георгиев    | България  | 1:26.93 | + 7.52                    |
| 40          | Георги Георгиев    | България  | 1:28.25 | + 8.84                    |
| не завършва | Кирил Манолов      | България  | –       | -                         |
| не завършва | Никола Чонгаров    | България  | –       | -                         |

| позиция     | име на състезателя | държава  | време от спускането | време от слалома | общо време | разлика спрямо победителя |
| ----------- | ------------------ | -------- | ------------------- | ---------------- | ---------- | ------------------------- |
| 1           | Аксел Лунд Свиндал | Норвегия | 1:30.99             | 52.01            | 2:23.00    |                           |
| 22          | Стефан Георгиев    | България | 1:35.75             | 54.56            | 2:30.31    | + 7.31                    |
| не завършва | Георги Георгиев    | България | не завършва         | –                | –          | -                         |
| не завършва | Никола Чонгаров    | България | 1:37.45             | не завършва      | –          | -                         |

| позиция | име на състезателя   | държава  | време I манш | време II манш | общо време | разлика спрямо победителя |
| ------- | -------------------- | -------- | ------------ | ------------- | ---------- | ------------------------- |
| 1       | Александър Хорошилов | Русия    | 1:18.15      | 1:16.55       | 2:34.70    |                           |
| 9       | Стефан Георгиев      | България | 1:18.67      | 1:18.27       | 2:36.94    | + 2.24                    |
| 19      | Кирил Манолов        | България | 1:19.66      | 1:18.70       | 2:38.36    | + 3.66                    |
| 23      | Никола Чонгаров      | България | 1:20.40      | 1:19.17       | 2:39.57    | + 4.87                    |
| 33      | Георги Георгиев      | България | 1:23.11      | 1:20.99       | 2:44.10    | + 9.40                    |

Бележка: Първите 25 се класират за основното състезание. Стефан Георгиев, Кирил Манолов и Никола Чонгаров преодоляват успешно квалификациите, а Георги Георгиев не се класира.
| позиция | име на състезателя | държава   | време I манш | време II манш            | общо време | разлика спрямо победителя |
| ------- | ------------------ | --------- | ------------ | ------------------------ | ---------- | ------------------------- |
| 1       | Карло Янка         | Швейцария | 1:08.25      | 1:10.57                  | 2:18.82    |                           |
| 39      | Кирил Манолов      | България  | 1:15.05      | не се класира за II манш | –          |                           |
| 42      | Никола Чонгаров    | България  | 1:15.60      | не се класира за II манш | –          |                           |
| 43      | Стефан Георгиев    | България  | 1:15.63      | не се класира за II манш | –          |                           |

Бележка: Първите 30 се класират за II манш.
| позиция     | име на състезателя | държава   | време I манш       | време II манш | общо време | разлика спрямо победителя |
| ----------- | ------------------ | --------- | ------------------ | ------------- | ---------- | ------------------------- |
| 1           | Маркус Сандел      | Финландия | 49.90              | 49.54         | 1:39.44    |                           |
| 4           | Стефан Георгиев    | България  | 50.08              | 50.72         | 1:40.80    | + 1.36                    |
| 9           | Георги Георгиев    | България  | 51.77              | 49.66         | 1:41.43    | + 1.99                    |
| не завършва | Никола Чонгаров    | България  | не завършва I манш | –             | –          |                           |

Бележка: Първите 25 се класират за основното състезание. Стефан Георгиев и Георги Георгиев преодоляват успешно квалификациите, а Никола Чонгаров не се класира.
| позиция     | име на състезателя | държава  | време I манш       | време II манш | общо време | разлика спрямо победителя |
| ----------- | ------------------ | -------- | ------------------ | ------------- | ---------- | ------------------------- |
| 1           | Манфред Прангер    | Австрия  | 52.49              | 51.68         | 1:44.17    |                           |
| 16          | Стефан Георгиев    | България | 59.46              | 54.25         | 1:53.71    | + 9.54                    |
| не завършва | Килиан Албрехт     | България | не завършва I манш | –             | –          |                           |
| не завършва | Георги Георгиев    | България | не завършва I манш | –             | –          |                           |